# プレデター: コンクリート・ジャングル
『プレデター: コンクリート・ジャングル』 (Predator: Concrete Jungle) とは、映画『プレデター』における架空の宇宙生物プレデターが登場する、コミックと小説のシリーズである。ダークホースコミック社から出版されており、同社最初のプレデターのコミックシリーズの最初の第1弾であった。ダークホースコミックで数々のプレデターコミックを描き、『エイリアンVSプレデター』の生みの親でもある漫画家クリス・ワーナーが描いた。1989年には全4冊パート4までの話が刊行されており、題名はそのまま『プレデター』だったが、トレード・ペーパーバック版（1990年）と小説版は『コンクリート・ジャングル』とされている。
2019年4月には、フェーズシックス出版から『プレデター クラシックコレクション〈VOLUME1〉コンクリートジャングル』として、日本語翻訳版が発売された。

## 概要
映画『プレデター』第1作の続編的な内容で、『プレデター2』に類似したビル街での戦いが行われるが、元々は映画『プレデター2』製作の以前に映画『プレデター』の続編として意識して描かれたものであった。それゆえ、映画『プレデター2』の続編も製作された時にこの作品に少なからず影響を受けており、本作の作者クリス・ワーナーもインタビューで語っている。主人公は最初の設定でダッチ・シェイファーとして描くはずだったが、映画『プレデター』の続編企画にアーノルド・シュワルツェネッガーが出演を断ったことも反映し、ダッチの兄という設定に変更されている。
同様にコミックと小説で刊行された『プレデター: コールド・ウォー』と『プレデター: ダーク・リバー』にストーリーが続く。
なお、北米版のPlayStation 2とXboxで『プレデター: コンクリート・ジャングル』という同タイトルのゲームが存在するが、内容はまったくの別物である。

## あらすじ
あるニューヨーク市のアパートで、コロンビア人の麻薬ギャングの首領カーと、首領ランブの両グループによる取引が行われていた。その最中、透明になった謎の生命体（プレデター）による襲撃があり、銃撃戦の末にギャングたちは抹殺される。すでにニューヨーク市の警察が現場の建物周辺で待機するなか、ニューヨーク市警察の刑事シェイファーとその相棒ラッシュは車で現場へ向かう。待機していた警官から建物の周りに待機してくれと頼まれるが、アパートの窓からギャングの死体がパトカーの上に落ちるのを見て、2人はアパートの中に入り込み、部屋の中へ乗り込むと、コロンビア人の麻薬ギャングたちの、血まみれになった死体と、全裸で天井にぶら下がった死体があった。そのとき、生き残りのギャングの首領カーが発砲しながら逃走していく。そして、警察の特殊部隊SEALが現場に到着し、2人はSEALのリーダーから「これはただの殺しではない、手を引け」と警告される。2人は現場から立ち去る際、SEALに案内され現場に現れた1人の軍人とすれ違う。
そのころ、地下鉄では乗客が殺される事件が発生。電車内が突然暗くなり、乗客のひとりが護身で携帯していた銃を取り出した、その瞬間乗客達は何者かに殺されたのである。通報を聞いたシェイファーとラッシュが地下鉄の現場へ向かうと、電車内は血まみれで、乗客の死体の中には全裸で天井に手を縛りつけられた死体があった。麻薬ギャングたちの死体とよく似た状況であった。
そこへ、フィリップス少将ら軍関係者が現れる。警察と軍関係者らは事件の真相を隠蔽しようと、シェイファーとラッシュにこの事件から手を引けと言い放つ。しかし、フィリップス少将は、2人をバーに連れ、中米での要人救出任務失敗（『プレデター』）以降行方不明のシェイファーの弟、ダッチ・シェイファーを探すため、中米での任務を引き受けてくれと頼む。しかし、シェイファーは捜査を続けるためにこれを断る。
シェイファーは、麻薬ギャングたちが殺されたアパート内を再び調査する。その際、シェイファーは再びやってきたプレデターに襲われ、首に盗聴機を埋め込まれる。シェイファーは逆らい、その勢いで、プレデターはヘルメットが外れる。素顔を現したプレデターはアパートでギャングを襲った際、首領カーがプレデターに言った言葉「彼にいくつかのキャンディ与えよう」と言い放ち、シェイファーはプレデターに蹴られて5階から転落、怪我を負うものの一命をとりとめる。その際、プレデターのヘルメットを手に入れたシェイファーはラッシュに助けられ、救急車で病院へ搬送される。
事態を認識したシェイファーは行方不明の弟ダッチを探すための意味も込めて、フィリップス少将との取引を決意し、中南米バル・ベルデのジャングルでの任務を引き受ける。ジャングルでは2体のプレデターの襲撃を受け、闘いの末にシェイファーはプレデターを倒す。しかし、その後エシュヴィラ首領率いる麻薬武装組織・カリ・カルテル（Cali Cartel）に襲われる。シェイファーは捕まり、アジトで首領エシュヴィラに拷問などを受ける。しかし、隙を見て脱出し、武装組織のメンバーを倒しながらジャングルへと逃亡する。その直後、3人のプレデターがアジトへと現れ、生き残った組織メンバーを皆殺しにする。ジャングルへと逃げ出したシェイファーは、フィリップス少将が待つヘリコプターに乗り込んで脱出する。
そのころニューヨークのラッシュは、2度目にアパートを調査した際に拾った、プレデターの擬態能力付ヘルメットを調べていた。その過程で、プレデターの宇宙艦隊が接近していることが判明する。そのとき、FBIの特別捜査官が現れてラッシュを逮捕する。一連のプレデター事件を隠蔽しようと意図し、事件の何を知っているのかを尋問しようとしたのだ。しかし、ラッシュはFBIの尋問から逃走する。
南米からヘリコプターで脱出してきたシェイファーは、軍側に事実を隠蔽することを強要される。そのため、シェイファーはヘリ内で反乱を起こし、進路をニューヨークへと向ける。
その後、武装を整えて相棒のラッシュと合流したシェイファーは、麻薬ギャングのアジトで首領カーと対決する。その最中に、またしてもプレデターが現れ、2人は襲われる。さらに、プレデターの宇宙船にも取り囲まれ、攻撃を受ける。アパートは破壊されるが、シェイファー、ラッシュ、カーはその場から脱出する。プレデターと戦うため、彼らは一時的に手を組み協力体制に入る。
首領カーはプレデターと闘うため、武装ギャングを集結させるが、ラッシュはこれに反対し、対立する。シェイファーもカーを信用できないと考えてはいたが、手を組む事を選ぶ。そしてシェイファーとラッシュ、そしてカーの武装ギャング一味はプレデター軍団との戦闘を開始する。警察部隊も駆け付け、ニューヨークはプレデターとの全面戦争状態に突入する。戦いで多くの犠牲者が出るなか、シェイファーもまた、プレデターに倒され殺されそうになる。しかし、フィリップス将軍のヘリが来たとき、プレデターはなぜかとどめを刺すのをやめ、プレデターたちは宇宙船に乗り去っていく。

## 主な登場人物
シェイファー
映画『プレデター』のダッチ･シェイファー少佐（演 - アーノルド・シュワルツェネッガー）の兄。弟のダッチに似て、筋骨隆々の体格をもつ。ニューヨーク市警察の刑事で、殺人事件を担当する。ニューヨークで麻薬ギャングがプレデターに殺されて以来、相棒のラッシュと共にニューヨークで起きたプレデターの事件を追う。
捜査の最中、プレデターの襲撃を受け、以後、プレデターにつけ狙われる。南米での要人救出作戦失敗後、行方不明の弟・ダッチを探して、南米でプレデターや麻薬武装組織と闘い、またニューヨークに戻ってからもプレデターの軍団と闘う。『プレデター: 冷戦』と『プレデター: ダーク・リバー』にも登場する。また、『プレデターVSジャッジ・ドレッド』にはジャッジ・シェイファーという子孫が登場する。
ラッシュ
シェイファーの相棒。シェイファーとともに、ニューヨークでのプレデター事件を追い、プレデターと闘う。
ホーマー・フィリップス少将
映画『プレデター』に登場する軍人（演 - R・G・アームストロング）。『プレデター: 冷戦』と『プレデター: ダーク・リバー』にも登場。
カー
コロンビア人の麻薬ギャング組織の首領。髪を三つ編みにして鼻と左耳にピアスをしている。ニューヨークのアジトで、敵対する麻薬ギャング組織（ランブ一味）との取引の最中、プレデターに襲われる。その際唯一生き残り、シェイファーが来た時には、銃を乱射しながら逃走する。のちにシェイファーと闘っている最中にプレデターに襲われ、敵がプレデターと知るとシェイファーと一時的に手を組み、仲間を集めてプレデター軍団と闘う。最初プレデターを見たとき、冗談でハロウィンなら彼にいくつかのキャンディ与えようなどと言っていたため、プレデターは「彼にいくつかのキャンディ与えよう」という言葉を覚えていた。